# 暗号無政府主義

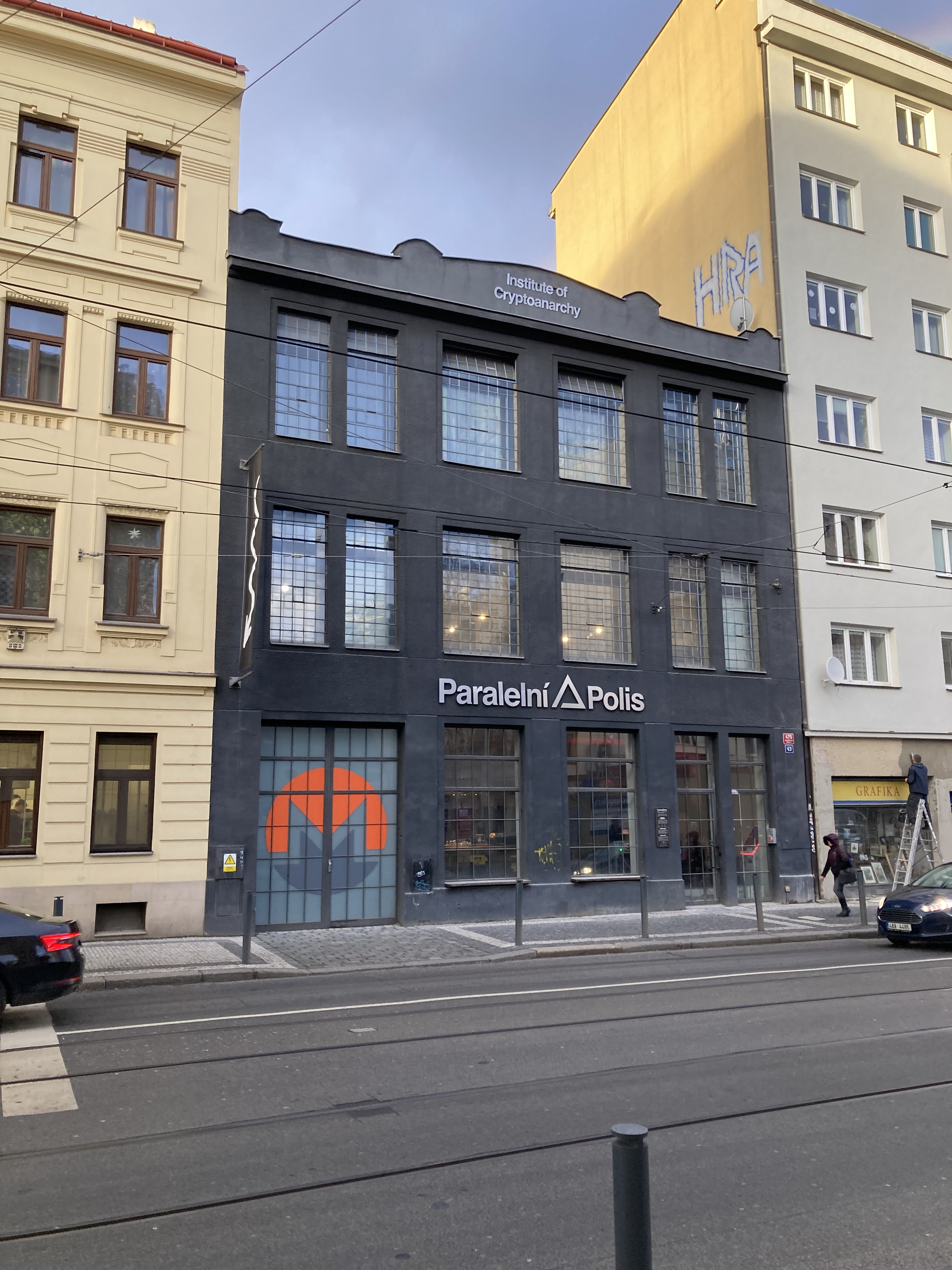
2024年に撮影された、プラハにある暗号無政府主義の施設(パラレルポリス)

暗号無政府主義（あんごうむせいふしゅぎ）は、プライバシーの保護、政治的自由、経済的自由に注力する政治的イデオロギーである。その支持者は、暗号化ソフトウェアを、コンピュータネットワーク上で情報の送受信をする際の機密性や安全性を確保するために用いる。
クリプト・アナーキズム、サイバーアナーキズム、クリプト無政府主義などの名称でも知られる。ティモシー・C・メイは、1988年の「クリプトアナーキスト宣言」で、暗号無政府主義の基礎原則を導入した。その文中で、あらゆる交換の暗号化は、完全な匿名制、完全な言論の自由、そして完全自由市場を確固たるものにすると述べられた。1992年に、彼はサイファーパンク運動の設立総会でこの文章を読み上げた。

## 語源
「クリプト」は古代ギリシア語のκρυπτός(クリプトス)に由来している。意味合いとしては、「隠された」とか「秘密の」である。これは、世界から自身が隠れているという意味合いで使われる接頭辞、例えば「クリプトファシスト(隠れファシスト)」や「クリプトジュー(隠れユダヤ教徒)」などといった用法とは異なっている。むしろ、多くのクリプト・アナーキストは、彼らのアナーキズムについてや、暗号理論を基礎としたツールの利用促進についてオープンである。

## 動機
暗号無政府主義の一つの動機には、コンピュータネットワーク上のコミュニケーションに対する監視からの自己防衛というものがある。彼らは、政府の大量監視、例えば、PRISM、エシュロン、テンポラ、遠隔通信のデータ保持、NSAの無令状監視、Room 641A、スウェーデン国防電波局などといったものから身を守ろうとしている。暗号無政府主義者は、暗号理論の発展や利用をそういった問題に対する主要な防衛策であると見なしている。

## 匿名の商取引
ビットコインは、P2Pネットワークの端末群によって、生成され安全性が保たれているものである。その端末群では、暗号無政府主義的な文脈で用いられ得るシステム内の、全てのトランザクションの記録が共有され、維持されている。ニューヨーク・タイムズの元記者であるエイドリアン・チェンによると、ビットコインの背後にある思想は、「クリプト・アナーキスト宣言」に遡ることができるとのことである。シルクロードは、ビットコイン通貨のみが利用できる違法薬物市場の一つの例であった。
暗殺市場は、自称暗号無政府主義者の桑畑三十郎(ペンネーム)によって運営されていた、Torベースのダークネット・マーケットであった。
「サイファーノミコン」の中で、ティモシー・C・メイは暗号無政府主義は、無政府資本主義の一種としてみなせると提案している。
このように言うことが何の可能性を生むのかは分からないが、しかし、私は無政府資本主義の市場形態の一つの形が、私が呼ぶところの「暗号無政府主義」になるだろうと考えている。
「サイファーノミコン」には暗号無政府主義を定義する他の引用もある。「暗号無政府とは何か？」というタイトルで、メイは次のように書く。
強力な暗号理論の多様な形態が、国家の権力を、貶め、さらには完全で急激な崩壊にさえ追い込むかもしれないと考える人も我々の内にはいる。我々は、サイバースペースの拡大と、それに伴う安全なコミュニケーション、デジタル通貨、匿名性、偽名性、暗号を媒介とした他の相互的なやり取りは、経済や社会的交流の本質を根本的に変化させるだろうと考えている。政府は、税を集めたり、人々や企業(少なくとも小さな企業)の行動を規制したり、広く人々を支配したりするのが困難になるであろう。それが何「大陸」に人々がいるのか識別出来なくなったときに！

## 関連文献
- Barlow, John Perry (February 1996), A Declaration of the Independence of Cyberspace,  オリジナルの23 October 2013時点におけるアーカイブ。
- Vinge, Vernor; Frankel, James (2001), True Names: And the Opening of the Cyberspace Frontier, Tor Books
- Jara Vera, Vicente (2022), New Directions in Crypto-Politics